# San Roque (kommunhuvudort)
San Roque är en kommunhuvudort i Spanien.   Den ligger i provinsen Provincia de Cádiz och regionen Andalusien, i den södra delen av landet, 500 km söder om huvudstaden Madrid. San Roque ligger 105 meter över havet och antalet invånare är 29 249.
Terrängen runt San Roque är kuperad västerut, men österut är den platt. Havet är nära San Roque söderut.  Närmaste större samhälle är Algeciras, 10,4 km sydväst om San Roque. 